# 建宁街道 (株洲市)
建宁街道，中华人民共和国湖南省株洲市芦淞区下属的一个街道，因曾为建宁县驻地而得名。

## 建制沿革
- 1958年，设建宁公社；
- 1969年，更名建宁街道；
- 2005年，建宁乡和曲尺乡并入。

## 行政区划
建宁街道下辖6个社区：
- 结谷街社区、徐家桥社区、沿江社区、堤升街社区、车站路社区、码头社区